# Horta del Roquer
L'Horta del Roquer és una partida rural del terme municipal de Gavet de la Conca, (antic terme de Sant Serni), al Pallars Jussà.
El lloc és al nord-oest del poble de Sant Serni i al sud-oest del de Gavet, a l'esquerra de la Noguera Pallaresa, al final del coster que davalla des del poble de Sant Serni cap al nord-oest, en direcció a la Noguera Pallaresa. És a ponent del Canal de Gavet.